# São Sebastião dos Carros
Pour les articles homonymes, voir São Sebastião.
São Sebastião dos Carros est une ancienne paroisse civile portugaise (en portugais : freguesia) de la municipalité de Mértola dans le district de Beja.
La loi no 11-A/2013 du 28 janvier 2013, portant réorganisation administrative du territoire des freguesias, fusionne São Sebastião dos Carros avec les paroisses voisines de São Miguel do Pinheiro et São Pedro de Solis pour former l’União das freguesias de São Miguel do Pinheiro, São Pedro de Solis e São Sebastião dos Carros (dont le siège est à São Miguel do Pinheiro).